# Abbaye Saint-Gilbert de Neuffonts
L'abbaye Saint Gilbert est une ancienne abbaye située à Saint-Didier-la-Forêt, en France.

## Localisation
L'abbaye est située sur la commune de Saint-Didier-la-Forêt, dans le département français de l'Allier. Elle se trouve au nord du bourg, entre la RD 6 et l'Andelot.

## Historique
L'abbaye a été fondée par Gilbert de Neuffonts (saint Gilbert, patron du Bourbonnais) en 1152 à son retour de croisade. Elle comprenait un monastère d'hommes et une léproserie et dépendait de l'ordre des chanoines réguliers de Prémontré. Gilbert fut enterré dans l'église abbatiale et fut rapidement l'objet d'une vénération.

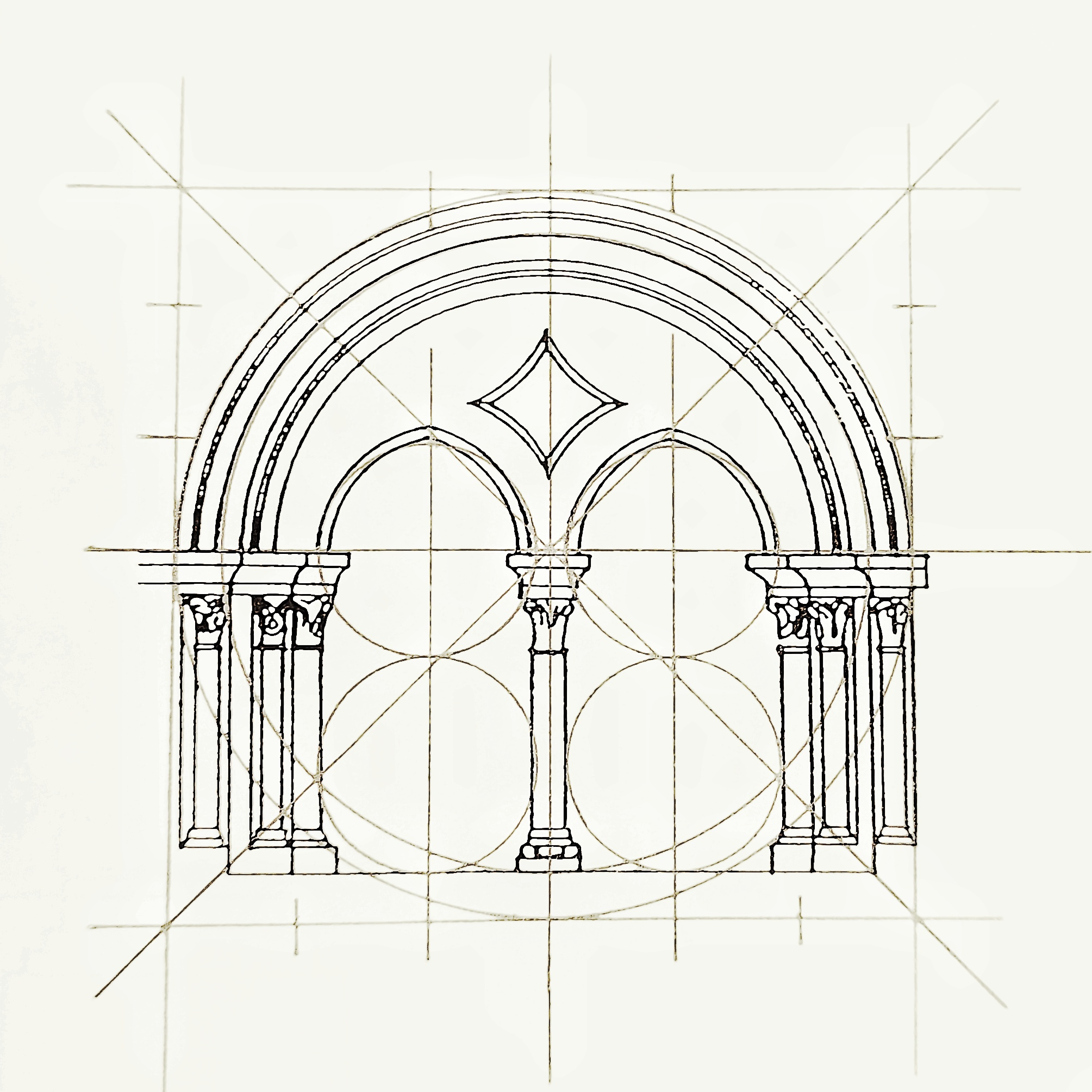

Pendant la Révolution, le 13 avril 1791, l'abbaye fut vendue comme bien national au prix de 132 100 livres et achetée par un notable local, Jacques-Antoine de Combes des Morelles (1752-1823). Devenue une exploitation agricole, elle est partiellement démolie vers 1850 puis se dégrade jusqu'en 1950, date à laquelle elle est rachetée et restaurée.
À partir de 1960, les bâtiments furent progressivement réhabilités.
Aujourd'hui, ce domaine en visite libre sert de lieu pour des réceptions et location de chambres d'hôtes.

## Description
Les bâtiments subsistants (ancien hôpital et bâtiment des chanoines) relèvent de l'architecture romane cistercienne. Quand on pénètre depuis la route dans la cour, qui occupe la place du cloître, l'ancien hôpital se trouve sur la droite, le bâtiment des chanoines sur la gauche. Dans ce dernier, deux grandes salles sont remarquables : le chauffoir, voûté d'arêtes, et la salle capitulaire, couverte de croisées d'ogives.

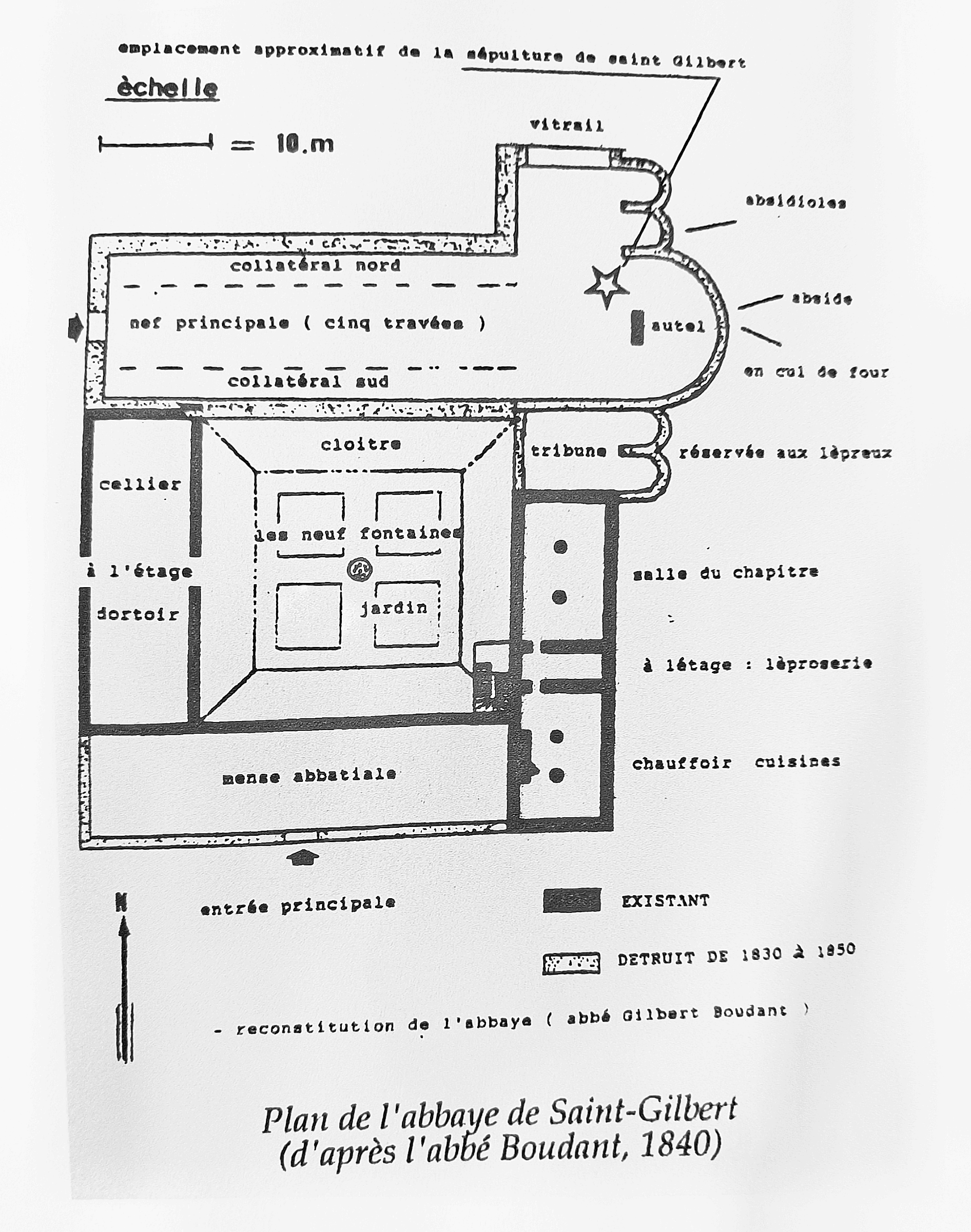

À l'origine, l'abbaye se composait d'une église et de trois bâtiments abritant la salle capitulaire, les cuisines, les cellules, l'hôtellerie et l'hôpital. Le logis abbatial est élevé en 1779 à côté de l'abbaye.

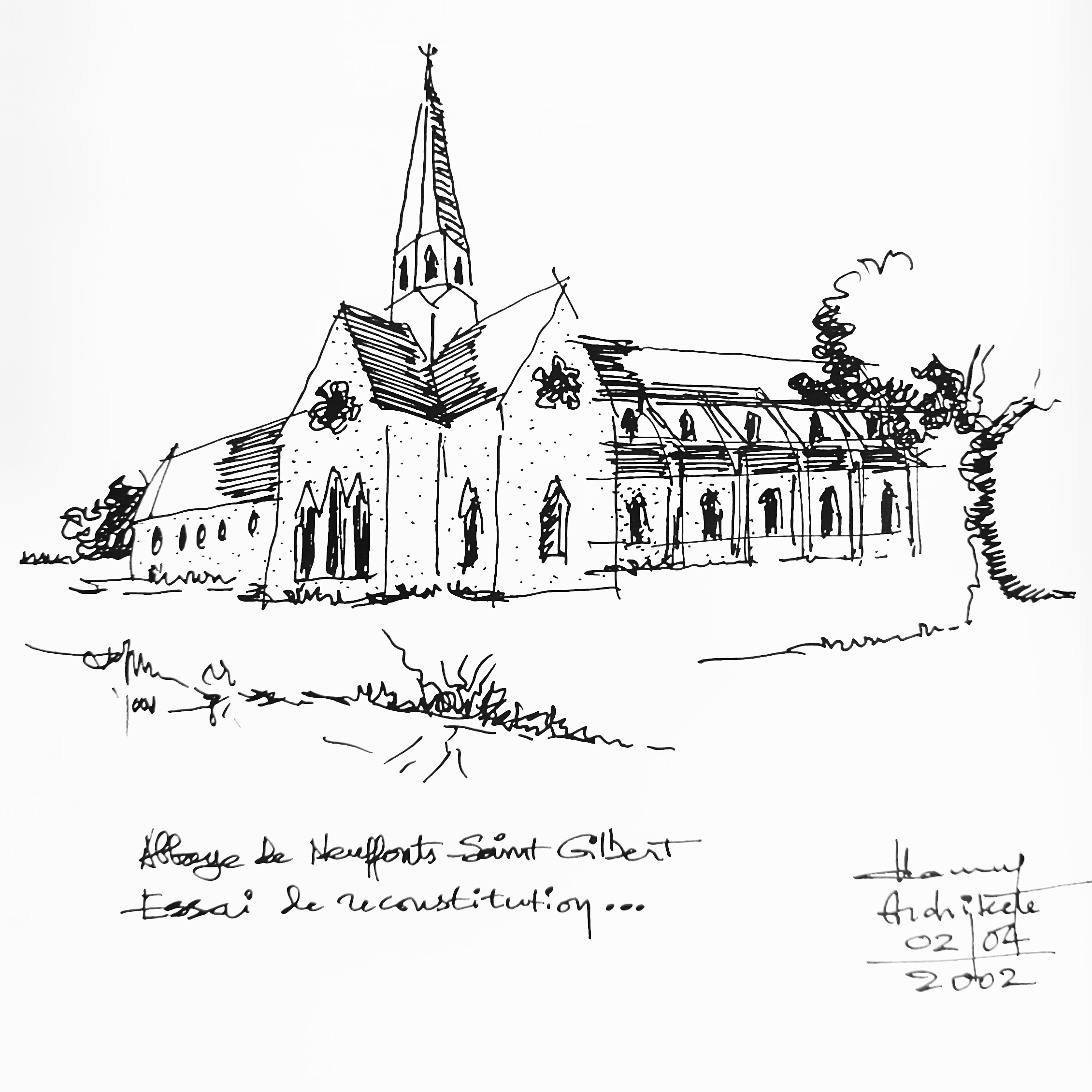

## Protection

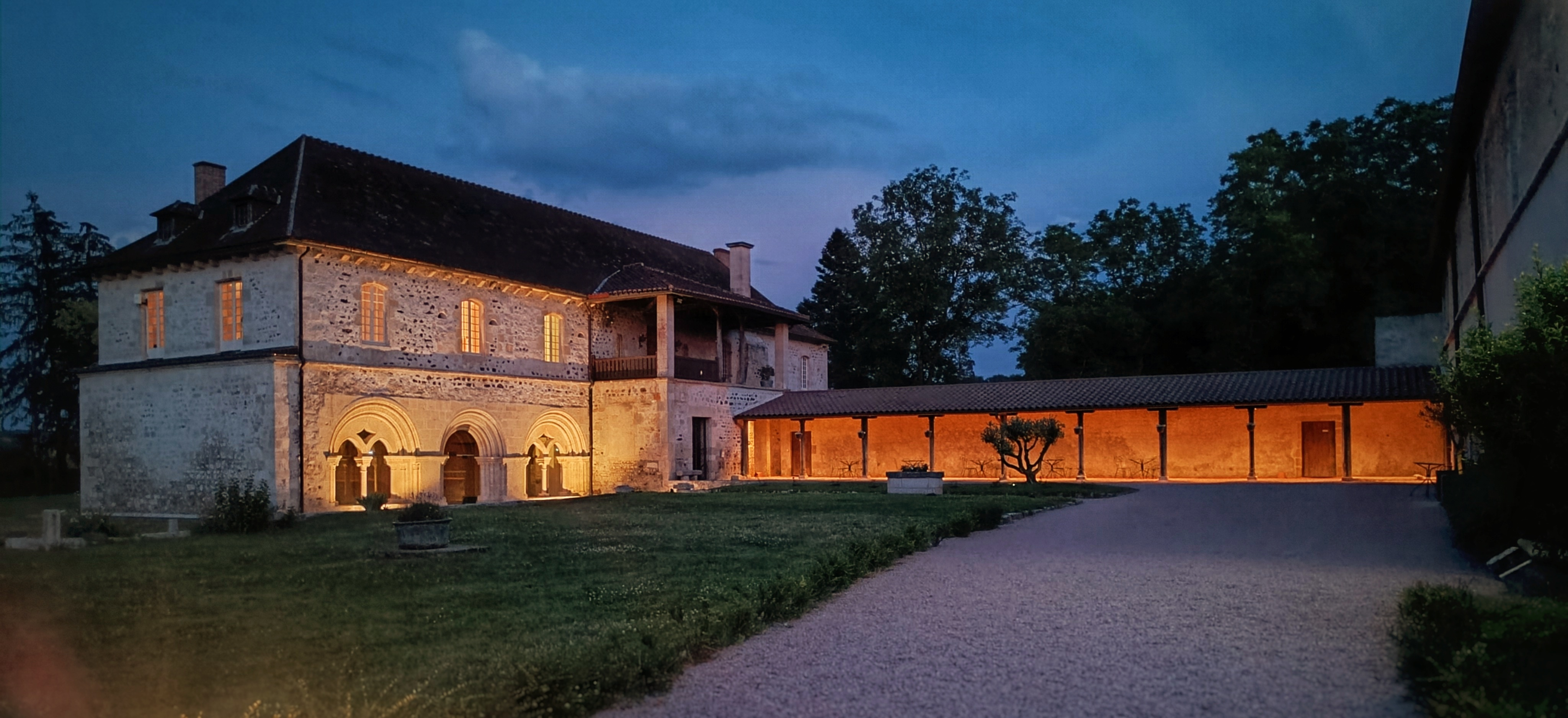

Au titre des monuments historiques :
- le bâtiment subsistant comprenant la salle capitulaire et le chauffoir est classé par arrêté du 17 septembre 1969 ;
- le bâtiment de l'hôpital, ainsi que la cour et le jardin, sont inscrits par arrêté du 3 décembre 2001.